# Suva
Suva är huvudstad och största stad i staten Fiji. Staden ligger på ön Viti Levus sydkust. Suva blev Fijis huvudstad 1877 då terrängen kring den huvudsakliga europeiska bosättningen Levuka på ön Ovalau blev för svår.
Strax öster om Suva, i Lathala Bay, finns det ett universitet.

## Historia
1868 gav den bauanske hövdingen Seru Epenisa Cakobau ett 5000 kvadratkilometer stort område mark till det Australienbaserade företaget Polynesia Company, varav 575 kvadratkilometer låg nära vad som då var byn Suva. I gengäld lovade Polynesia Company att betala av en skuld till USA som hövdingen hade. Den ursprungliga planen var att utveckla en bomullsfabrik, men klimatet visade sig vara olämpligt.
Efter Storbritanniens annektering av Fijiöarna 1874 bestämde kolonialmakten 1877 att flytta huvudstaden till Suva från Levuka. Flytten gjordes officiell 1882. Ingenjören F.E. Pratt övervakade och arkitekterade byggnationen av staden.
1910 fick Suva kommunal status, och 1952 utökades staden då områdena Muanikau och Samabula annekterades. I oktober samma år utropades Suva till Fijis första stad. Tamavua annekterades senare, och den senaste utökningen av staden låg i att inkorporera området Cunningham norr om staden. Utanför stadsgränsen finns också ett antal förstäder som räknas in i Stor-Suva.
Det svenska konsulatet på Fiji-öarna inrättades 1881 i Suva (konsul Bror Wilhelm Gustaf Köpsen) och existerar alltjämt där men låg 1892-1901 i Levuka.

## Demografi
Suva är en mångkulturell stad. Stadens främsta folkgrupper är fijianer och indofijianer, men staden hyser också majoriteten av Fijis etniska minoriteter, inklusive européer och kineser. Majoriteten av alla utlänningar som arbetar i Fiji bor också i Suva. Det vanligaste talade språket är engelska, men även fijianska, hindustani och andra indiska språk talas i staden.